# Hazel Tucker
Hazel Tucker (Massachusetts, 7 de enero de 1989) es una ex actriz pornográfica transexual estadounidense.

## Biografía
Hazel Tucker nació el 7 de enero de 1989 en el estado de Massachusetts (Estados Unidos). Durante su infancia, Tucker tuvo problemas con su identidad sexual y de género.
En una entrevista publicada en 2011 relataba lo difícil que le fue encajar en la pubertad antes de hacer pública su homosexualidad. Comenzó el proceso de hormonamiento con 16 años y cuatro años después se implantó sus primeras prótesis. 
Por esa misma etapa, Tucker ya empezaba a desarrollar su carrera en Internet con shows a través de su página web. En 2009 ingresaría en la industria pornográfica, trabajando para productoras como Grooby o Evil Angel. Una de sus primeras películas, Hazel Does Hollywood, ganó un premio Tranny en 2009, y ella misma estuvo nominada en los Premios AVN en 2010. 
En 2011, la revista Bizarre la colocó como una de las transexuales pornográficas más prometedoras de la industria del cine para adultos.
No obstante, a pesar de esa prometedora carrera que se esperaba de ella, sorprendió al retirarse de la profesión en 2014, con tan solo cinco años como actriz. En ese tiempo, rodó un total de 51 películas.

## Premios y nominaciones
| Año  | Ceremonia     | Resultado | Premio                     | Trabajo              |
| ---- | ------------- | --------- | -------------------------- | -------------------- |
| 2008 | Tranny Awards | Ganadora  | New Face Awards            | —                    |
| 2009 | Tranny Awards | Ganadora  | Mejor actriz revelación    | —                    |
| 2009 | Tranny Awards | Ganadora  | Mejor actuación en DVD     | —                    |
| 2009 | Tranny Awards | Ganadora  | Mejor película             | Hazel Does Hollywood |
| 2010 | Premios AVN   | Nominada  | Artista transexual del año | —                    |
| 2011 | Premios AVN   | Nominada  | Artista transexual del año | —                    |
| 2012 | Premios AVN   | Nominada  | Artista transexual del año | —                    |
| 2012 | Nightmoves    | Nominada  | Mejor actriz transexual    | —                    |